# Eduardo Chirinos
Eduardo Chirinos (Lima, 4 de abril de 1960-Missoula, Estados Unidos, 17 de febrero de 2016) fue un poeta y escritor peruano. Perteneció a la llamada Generación del 80, junto a poetas como José Antonio Mazzotti, Rossella Di Paolo y Raúl Mendizábal. Con Mazzotti y Mendizábal formó el grupo llamado "Los Tres Tristes Tigres".

## Biografía
Hijo de Eduardo Chirinos Quesada y Ana María Arrieta Lostaunau. Cursó su educación secundaria en el Colegio de la Inmaculada (1967-1977). Ingresó a la Facultad de Humanidades de la Pontificia Universidad Católica del Perú, donde en 1985 se graduó de bachiller con mención en Lingüística y Literatura. En 1988 obtuvo su licenciatura. 
Comenzó a publicar desde muy joven en las revistas estudiantiles Trompa de Eustaquio y Calandria. Sus primeros poemarios fueron: Cuadernos de Horacio Morell (1981), Crónicas de un ocioso (1983) y Archivo de huellas digitales (1985); por este último obtuvo el Premio Copé 1984. Viajó a España con una beca del Instituto de Cooperación Iberoamericana (1986). 
A su vuelta a Lima en 1988 se desempeñó como periodista cultural y profesor de literatura en la Pontificia Universidad Católica del Perú. En 1993 viajó a los Estados Unidos para completar sus estudios en la Universidad de Rutgers (Nueva Jersey), donde se doctoró con una tesis sobre el silencio en la poesía hispanoamericana que el Fondo de Cultura Económica publicó con el título La morada del silencio (1998). 
Desde entonces residió en diversas ciudades estadounidenses: Nuevo Brunswick, Binghamton, Filadelfia y Missoula. Se desempeñó como profesor de literatura hispanoamericana en la Universidad de Binghamton (1999), la Universidad de Pensilvania (1999-2000) y la Universidad de Montana (2000-2016).
Murió el 17 de febrero de 2016 víctima de cáncer.

## Publicaciones

### Poesía
- Cuadernos de Horacio Morell. Lima: Trompa de Eustaquio, 1981. Lima: Estruendomudo / Universidad Católica Sedes Sapientiae, 2006.
- Crónicas de un ocioso. Lima: Trompa de Eustaquio, 1983.
- Archivo de huellas digitales. Lima: Copé, 1985.
- Sermón sobre la muerte. Madrid: Ediciones del Tapir, 1986. [Los poemas de esta plaquette conforman la última sección de Rituales del conocimiento y del sueño].
- Rituales del conocimiento y del sueño. Madrid: El Espejo de Agua, 1987.
- El libro de los encuentros. Lima: Colmillo Blanco, 1988.
- Canciones del herrero del arca. Lima: Colmillo Blanco, 1989.
- Recuerda, cuerpo...  Madrid: Ediciones del Tapir, 1991.
- El equilibrista de Bayard Street. Lima: Colmillo Blanco, 1998. Cáceres: Ediciones Liliputienses,  2013.
- Abecedario del agua. Valencia: Pre-Textos, 2000.
- Breve historia de la música. Madrid: Visor, 2001.
- Escrito en Missoula. Valencia: Pre-Textos, 2003.
- No tengo ruiseñores en el dedo. Valencia: Pre-Textos, 2006. Lima: Peisa, 2008.
- Ejercicios para borrar la lluvia. Málaga: Centro Cultural Generación del 27. Publicación de la Antigua Imprenta Sur, 2008. [Los tres poemas de esta plaquette forman parte de Humo de incendios lejanos].
- Humo de incendios lejanos. México: Editorial Aldus, 2009. Lima: Mesa Redonda, 2010.
- Catorce formas de melancolía. Prólogo de Ramón Cote Baraibar. Lima: Tranvías, 2009. Palma de Mallorca: Universitat de les Illes Balears, Col·lecció Poesia de  Paper, 2010.
- Mientras el lobo está. Madrid: Visor, 2010. Lima: Mesa Redonda, 2010.
- Treinta y  cinco lecciones de biología (y tres poemas didácticos). Granada: Valparaíso, 2013. México: Textofilia / Universidad Autónoma de México, 2015. Lima: Ediciones Paracaídas /Animal de Invierno / Universidad Católica Sedes Sapientiae,        2015.
- Medicinas para quebrantamientos del halcón. Valencia: Pre-Textos, 2014. Lima: Mesa Redonda, 2014
- Fragmentos para incendiar la Quimera. Granada: Dauro, 2014.
- Siete días para la eternidad (Homenaje a Odysseas Elytis). Lima: Librería Sur, 2015.
- Naturaleza muerta con moscas. (Valencia: 2016)
- Harmonices Mundi (Sevilla: 2016) publicación póstuma.
- Tetramorfos (Lima: 2018) publicación póstuma.
- Naturaleza muerta con moscas. Medicinas para quebrantamientos del halcón (México, 2021).

### Prosa biográfica
- Anuario mínimo (1960-2010). Barcelona: Luces de Gálibo, 2012. Bogotá: El Peregrino  Ediciones, 2014. México: Conaculta, 2014.

#### Antologías personales
- Raritan Blues (Antología Personal 1978-1996). Edición y prólogo de Ernesto Lumbreras. México: Universidad Autónoma Metropolitana, 1997.
- Amores & Desamores. Presentación de Roberto Criado, prólogo de Luis Fernando Jara. Lima: Estudios Generales Letras. Pontificia Universidad Católica, 1999. Maracay: La Liebre Libre, Colección Escampos, 2003.
- Naufragio de los días (1978-1998). Selección de Vicente Tortajada. Sevilla: Renacimiento, Colección Azul, 1999.
- Poesía en la Residencia. Eduardo Chirinos. Presentación de Martín Rodríguez-Gaona. Madrid: Residencia de Estudiantes, 2001.
- Derrota del otoño. Guadalajara: Filodecaballos, 2003.
- Coloquio de los animales. Prólogo de Fernando Iwasaki. Sevilla: Renacimiento, Colección Azul, 2008. Bogotá: Universidad Javeriana, 2013. 2ª ed. aumentada. Bogotá: Universidad Javeriana, 2015.
- Catálogo de las naves (1978-2012). Lima: Estruendomudo/Universidad Alas Peruanas, 2012.
- Fragmentos de una alabanza inconclusa. Bogotá: Caza de Libros/Agenda Cultural Gimnasio Moderno, 2014. Editorial Colmillo Blanco, 2017
- Lo que dice el canto de los pájaros. (Antología 1993-2003). San José de Costa Rica: Colección Casa de Poesía, 2014.
- La música y el cuerpo. 50 Poemas de Eduardo Chirinos. Aleyda Quevedo, ed. Quito: Ediciones Línea Imaginaria, 2015.
- Incidente con perro en la calle cinco. México/Houston: Literal Publishing, Colección Dislocados, 2015.
- Cuando suena la música (Lima: Editorial Lumen, 2019).

### Ensayos
Crítica literaria sobre autores de habla española.
- El techo de la ballena. Aproximaciones a la poesía peruana e hispanoamericana contemporánea (Lima: 1991).
- La morada del silencio. Presencia y representación de los silencios en la poesía de Emilio Adolfo Westphalen, Gonzalo Rojas, Olga Orozco, Javier Sologuren, Jorge Eduardo Eielson y Alejandra Pizarnik (Lima: Fondo de Cultura Económica, 1998).
- Nueve miradas sin dueño. Ensayos sobre la modernidad y sus representaciones en la poesía hispanoamericana y española (2004).
- Nueva miscelánea antártica (Lima, 2013)
- Abrir en prosa. Nueve ensayos sobre poesía hispanoamericana (Madrid, 2016).

### Antologías
- Loco amor (en colaboración con Jorge Eslava, 1991 reeditada en el 2007).
- Infame turba. Poesía en la Universidad Católica (1992, reeditada en 1997).
- Elogio del refrenamiento de José Watanabe (2003).
- Los ojos de la máscara de José Juan Tablada (2008).
- Rosa polipétala. Artefactos en la poesía española de vanguardia (2009).
- Sólo una canción, (Editorial Pre-Textos 2004) antología traducida de la obra poética de Mark Strand.
- El iris salvaje (Editorial Pre-Textos 2006) de la poeta estadounidense Louise Glück.

### Miscelánea
Son obras donde conviven la prosa crítica con la crónica y el verso: 
- Epístola a los transeúntes (2001)
- El Fingidor (2003)
- Los largos oficios inservibles (2004)

### Narrativa
- Guilherme. El koala que llegó por internet (2005), novela para niños en colaboración con Isabel Aguiar Barcelos.
- Guilherme. El koala que llegó al Perú (2008).
- Guilherme. El koala que se convirtió en peluche (2015), cuento para niños.
- A Cristóbal no le gustan los libros (Granada: Esdrújula Ediciones, 2015)

### Publicaciones en otros idiomas
En inglés:
- Reasons for Writing Poetry (London: Salt Publishing, 2011)
- Written in Missoula (Missoula: University of Montana Press, 2011)
- The Smoke of Distant Fires (New York: Open Letter, 2012)

Y en francés:
- Quatorze formes de mélancolie (Sète: Al-Manar, 2012)

## Premios
- Juegos Florales de la Pontificia Universidad Católica del Perú (1980)
- Premio Municipalidad de Lima (1982)
- Primer Premio en la Segunda Bienal de Poesía Copé (1984).
- Segundo Premio de Poesía Aula Juan Bernier 1986 para poetas de habla hispana (Córdoba, España).
- Premio Casa de América de Poesía Americana (2001)
- Premio de Poesía Generación del 27 (2009)